# Ван Леу, Филипп
Филипп ван Леу (фр. Philippe Van Leeuw; род. 1954, Брюссель, Бельгия) — бельгийский кинооператор, кинорежиссер и сценарист.

## Биография
Филипп ван Леу учился операторскому мастерству в Высшем Национальном институте исполнительских искусств и техники речи (INSAS) в Брюсселе, а затем до 1983 года в Американском институте киноискусства в Лос-Анджелесе. Вернувшись в Бельгию, он работал оператором рекламных роликов для организаций и коммерческих компаний. Впоследствии Ван Леу познакомился с Бруно Дюмоном, с которыми в дальнейшем работал регулярно, дебютировав в игровом кино оператором фильма «Жизнь Иисуса» (1996).
В 2008 году Филипп ван Леу снял как режиссер свой первый художественный фильм «День, когда Бог нас покинул». Лента, которая рассказывает историю молодой женщины Тутси во время геноцида в Руанде в 1994 году, получила награду для молодых режиссеров на Международном кинофестивале в Сан-Себастьяне 2009 года и Гран-при Международного кинофестиваля в Братиславе.
В 2014 году Филипп ван Леу был членом жюри «Золотой камеры» на 67-м Каннском международном кинофестивале, возглавляемого Николь Гарсия.
Второй полнометражный фильм Филиппа ван Леу «В Сирии» (2017), повествующий о жизни сирийской семьи во время гражданской войны в Сирии, был представлен в программе секции «Панорама» и получил Приз зрителей. В 2018 году фильм был выдвинут в 6-ти номинациях на соискание бельгийской национальной кинопремии «Магритт», в том числе как лучший фильм, лучшую режиссерскую работу (победа) и лучший сценарий (победа).